# رود فليت
رود فليت هو لاعب هوكي جليد كندي، ولد في 27 فبراير 1873، وتوفي في 30 يونيو 1927.